# Grupo 8 de Caza
El Grupo 8 de Caza (GC8) fue una unidad de la Fuerza Aérea Argentina que formaba parte de la VIII Brigada Aérea de Cuartel V, Provincia de Buenos Aires.

## Historia
Con el nombre de «Escuadrón I de Caza Interceptora» se creó el 21 de septiembre de 1973 con 10 cazas Mirage IIIEA y 2 IIIDA flamantes. También se formó la Escuadrilla de Servicios con dos B-45 Mentor, un Cessna 182J y un Cessna 320.
El 5 de enero de 1976 el Escuadrón I de Caza Interceptora cambió su nombre por «Grupo 8 de Operaciones». Para 1977 había adoptado el nombre definitivo de «Grupo 8 de Caza».
El 23 de marzo de 1976 el Grupo 8 perdió al Mirage IIIEA I-009 en un accidente; el piloto se eyectó.

### Guerra de las Malvinas
En 1982 el Grupo 8 de Caza dispuso sus medios en Comodoro Rivadavia y Río Gallegos por la guerra de las Malvinas.
El 1 de mayo de 1982 el Grupo 8 intervino en el llamado bautismo de fuego de la Fuerza Aérea Argentina.
Aquel día la Sección «Dardo» despegó para realizar una misión de cobertura aérea. La sección se componía por dos Mirage IIIEA tripulados por el capitán Gustavo García Cuerva y el primer teniente Carlos Perona.
En el aire cubrió el escape de una escuadrilla del Grupo 5 de Caza interponiéndose entre éstos y los aviones enemigos.
Después, entraron en combate con dos aviones enemigos Harrier sobre la isla Borbón.
Un misil AIM-9L Sidewinder enemigo impactó en el avión del primer teniente Perona. El aviador se vio forzado a eyectarse, y salvó su vida.
García Cuerva intentó aterrizar en el Aeropuerto de Puerto Argentino tras agotar su combustible. Una maniobra de aterrizaje fue objeto de confusión por parte de la artillería argentina quien creyó se trataba de un avión inglés. Entonces la artillería derribó a García Cuerva en un acto de fuego amigo.
El 25 de agosto de 1987 el Mirage IIIEA I-014 resultó destruido tras precipitarse al suelo en la provincia de Entre Ríos. El piloto, mayor Franchini, perdió la vida.
El Grupo 8 de Caza se disolvió el 16 de mayo de 1988. Su dotación se transfirió al Grupo 6 de Caza de Tandil, Buenos Aires.